# 波佐見町立中央小学校
波佐見町立中央小学校（はさみちょうりつ ちゅうおうしょうがっこう、Hasami Town Chuo Elementary School）は、長崎県東彼杵郡波佐見町折敷瀬（おりしきせ）郷にある公立の小学校。

## 概要
歴史
1976年（昭和51年）に旧・波佐見町立東小学校が分離されて開校した2校のうちの1校。2026年（令和8年）には創立（分離）50周年を迎える。
校訓
「心やさしく たくましく」
校章
中央に「中央小」の文字（縦書き）を置いている。
校歌
作詞は中島英治、作曲は紙恭輔による。歌詞は4番まであったが、4番に「甲辰園の空青く」という歌詞があり、折敷瀬郷へ学校が移転された際に4番が無くなり、3番までとなった。校名は歌詞中に登場しない。
校区
「長崎県東彼杵郡波佐見町」の後に「中尾郷（一部）、湯無田郷（一部）、井石郷（一部）、鬼木郷、金屋郷（一部）、折敷瀬郷（一部）、宿郷（一部）」が続く地域。中学校区は波佐見町立波佐見中学校。

## 沿革

### 旧・東小学校
- 1871年（明治4年）- 「上波佐見小学校」が創立。
- 1872年（明治5年）- 学制が頒布される。
- 1873年（明治6年）10月7日 - 上波佐見村宿郷に「鹿山小学校」が創立。
- 1874年（明治7年）6月 - 上波佐見村に「中尾小学校」と三又分校が創立。同時期に隣村の下波佐見村に「平瀬小学校」が創立。
- 1886年（明治19年）9月 - 小学校令が施行される。
  - 尋常科（修業年限4年）を設置の上「尋常鹿山小学校」に改称。
  - 東彼杵郡早岐村（現・佐世保市早岐地域）に「長崎県第十二高等小学校」が設置される。
- 1889年（明治22年）4月 - 町村制の施行により、上波佐見村立の小学校となる。
- 1892年（明治25年）
  - 長崎県第十二高等小学校が廃止される。
  - 11月25日 - 「上波佐見村 下波佐見村 組合立 波佐見尋常高等小学校」に改称（尋常科4年・高等科4年）。
    - 上波佐見村と下波佐見村が学校組合を組織し、両村の尋常小学校が統合された上で、高等科が併置された。
- 1901年（明治34年）
  - 3月 - 上波佐見村と下波佐見村の学校組合を解消。
  - 5月25日 - 「上波佐見村立 波佐見尋常高等小学校」となる。井石郷に新校舎が完成。内海小学校を統合。
- 1902年（明治35年）4月 - 永尾郷に永尾分教場（後の波佐見町立東小学校永尾分校[1]）、村木郷に村木分教場が設置される。
- 1908年（明治41年）4月 - 小学校令の改正により、義務教育年限（尋常科の修業年限）が4年から6年に延長される。校舎を一棟新築。
  - 旧高等科1年が尋常科5年に、旧高等科2年が尋常科6年に、旧高等科3年が高等科1年に、旧高等科4年が高等科2年に振り替えられる。
- 1913年（大正2年）4月28日 - 農業補習学校を併設。
- 1923年（大正12年）2月2日 - 校舎が一棟完成。
- 1927年（昭和2年）9月30日 - 波佐見高等家政女学校[2]が創立され、高等科の女子が編入。
- 1934年（昭和9年）11月3日 - 町制施行で上波佐見町が発足。これにより「上波佐見町立 波佐見尋常高等小学校」になる。
- 1935年（昭和10年）- 青年学校令の施行により、併設の農業補習学校が青年学校に改称。
- 1937年（昭和12年）- 木造平屋一部2階建ての講堂が完成[3][4]。
- 1941年（昭和16年）4月1日 - 国民学校令の施行により、「上波佐見国民学校」に改称。尋常科を初等科に改める（初等科6年・高等科2年）。
- 1947年（昭和22年）4月1日 - 学制改革（六・三制の実施）が行われる。
  - 国民学校の初等科が改組され、「上波佐見町立上波佐見小学校」に改称。永尾と村木の分教場をそれぞれ分校に改める。
  - 国民学校の高等科と青年学校の普通科が改組され、「上波佐見町立上波佐見中学校」（新制中学校）が発足。
- 1951年（昭和26年）5月25日 - 創立50周年を記念して校歌（旧校歌）と校章（旧校章）を制定。
- 1954年（昭和29年）8月28日 - 北校舎を改築し、木造2階建て校舎10教室が完成。
- 1956年（昭和31年）6月1日 - 上波佐見町と下波佐見村の合併で波佐見町が発足。これにより「波佐見町立東小学校」と改称[5]。
- 1963年（昭和38年）11月1日 - 脱脂粉乳給食を開始。
- 1964年（昭和39年）4月1日 - 校区の変更により、村木分校を波佐見町立南小学校に移管[6]。
- 1966年（昭和41年）1月20日 - 鉄筋コンクリート造2階建て校舎が完成。
- 1970年（昭和45年）4月 - 完全給食を開始。
- 1976年（昭和51年）3月31日 - 2校分離のため、旧・波佐見町立東小学校が閉校。

### 中央小学校
- 1976年（昭和51年）4月1日 - 旧・波佐見町立東小学校が「波佐見町立中央小学校」と「（新）波佐見町立東小学校」の2校に分離される。
  - 旧・波佐見町立東小学校の校地および校舎は中央小学校が継承する。
  - 新・波佐見町立東小学校は旧・波佐見町立東中学校の校地に設置される[7]。永尾分校[1]は（新）東小学校に移管される。
- 1980年（昭和55年）8月19日 - 中央小学校育友会が平戸市立志々伎小学校PTAと姉妹校締結。
- 1994年（平成6年）12月18日 - 現在地に新校舎が完成。
- 1995年（平成7年）
  - 4月6日 - 新校舎に移転し、所在地が「井石郷2191番地」より「折敷瀬郷1986番地」（現在地）に変更となる。
  - 11月5日 - 地元出身の児童文学作家であり、旧校歌（旧東小学校）の作詞者でもある福田清人が逝去したため、お別れ式を実施。
- 1996年（平成8年）3月29日 - 焼成室が完成。
- 1999年（平成11年）
  - 4月 - 特殊学級を新設。
  - 10月 - パソコン室が完成。
- 2010年（平成22年）1月15日 - 旧校地（井石郷2191番地、北緯33度8分31.3秒 東経129度54分27.6秒）にある講堂兼公会堂（1937年（昭和12年）完成）が登録有形文化財に登録される[3][4]。

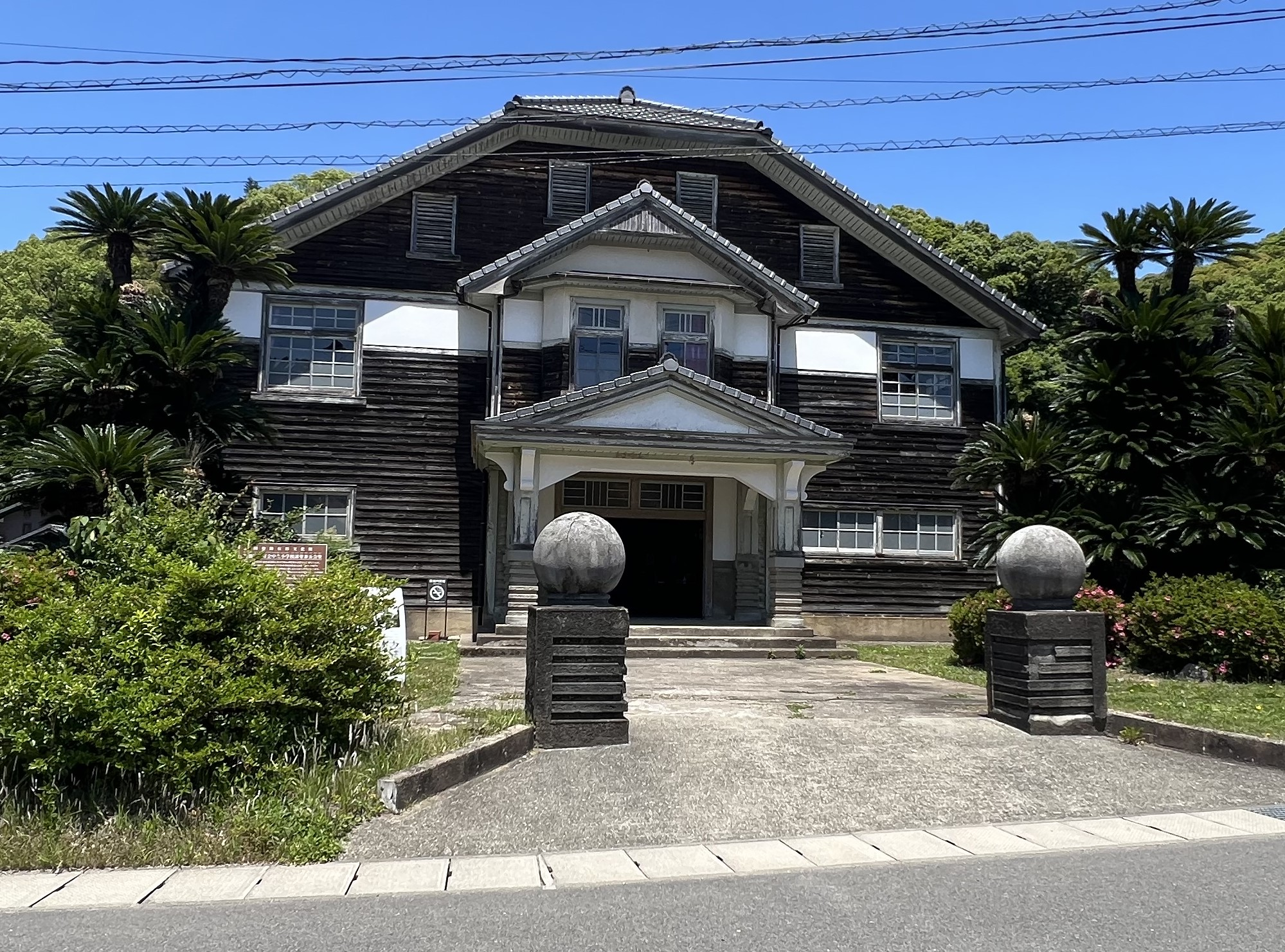
旧波佐見町立中央小学校講堂兼公会堂

## 著名な出身者
- 福田清人 - 児童文学作家、前身の波佐見尋常高等小学校尋常科2年まで在学。その後土井首尋常高等小学校へ転出。
  - 旧・波佐見町立東小学校の校歌作詞をてがけた。
- 福田みつ子 - バレーボール指導者、元選手。

## アクセス
最寄りのバス停
- 西肥自動車（西肥バス） 「波佐見役場前」バス停

最寄りの国道・県道
- 長崎県道・佐賀県道1号佐世保嬉野線
- 長崎県道・佐賀県道4号川棚有田線

## 周辺
- 波佐見町役場
- 波佐見町立波佐見中学校
- 波佐見町立学校給食センター
- 波佐見町勤労者体育センター
- 波佐見町総合文化会館
- 川棚警察署波佐見交番
- 長崎キヤノン